# Vieth (Scheyern)
Vieth ist ein Gemeindeteil der Gemeinde Scheyern im oberbayerischen Landkreis Pfaffenhofen an der Ilm. Bis 31. März 1973 war er Sitz der gleichnamigen Gemeinde.

## Geographie
Das Dorf Vieth liegt zwei Kilometer nordwestlich des Kernorts Scheyern an der Staatsstraße 2084.

## Geschichte
Die 1818 mit dem zweiten Gemeindeedikt begründete Gemeinde Vieth umfasste ein Gebiet von 5,09 km² mit den Orten Eichberg, Grainstetten und Schmidhausen. Sie wurde am 1. April 1973 im Zuge der Gebietsreform in Bayern in die Gemeinde Scheyern eingegliedert.

### Einwohner
- 218 (1939)
- 240 (1946)
- 192 (1964)
- 102 (2006)[3]
- 108 (2012)

Bis 1964 sind die Einwohner aller Ortsteile der ehemaligen Gemeinde enthalten.

### Bürgermeister der Gemeinde Vieth
- 1878–1881 Furthmeier Georg
- 1882–1887 Moll
- 1888–?    Heinzelmeier Leonhard
- 1906–1908 Dick Josef
- 1909–1922 Schwarzbauer
- 1922–1933 Huber Georg
- 1933–1937 Henn Alois
- 1937–1941 Littel Georg
- 1941–1942 Stier (i. V.)
- 1942–1945 Reiner Max (Beauftragter)
- 1945–1960 Huber Georg
- 1960–1966 Gruber Michael
- 1966–1972 Dick Jakob
- 1972–1973 Gollnhofer Michael[3]